# Mikulovský mír
Mikulovský mír (německy Frieden von Nikolsburg) je název mírové dohody podepsané 31. prosince 1621 v jihomoravském Mikulově. Tato dohoda ukončila boje mezi sedmihradským knížetem Gabrielem Betlenem a císařem Ferdinandem II.

## Předchozí události
Po bitvě na Bílé hoře 8. listopadu 1620 císařské jednotky postupovaly do Horních Uher (dnešní Slovensko) a podařilo se jim dobýt zpět území, která předtím získal Gabriel Betlen.
Vítězný císař Ferdinand II. pak diktoval mír v Mikulově. Gabriel Bethlen se musel vzdát uherské svatoštěpánské koruny a všech dobytých území. Jako kompenzace mu bylo dovoleno připojit ke svému knížectví území v Horních Uhrách a na severovýchodě Uherska.